# Aprilia Tuareg
L'Aprilia Tuareg è una motocicletta da "Deserto" prodotta dalla casa motociclistica Aprilia di Noale alla metà degli anni '80. Era commercializzata con un motore a 2 tempi nelle cilindrate 50 e 125 cm³, e con 4 tempi nelle cilindrate 350 e 600 cm³. La versione "rally" invece era offerta nelle versioni 50, 125 e 250 cm³.

## Il contesto

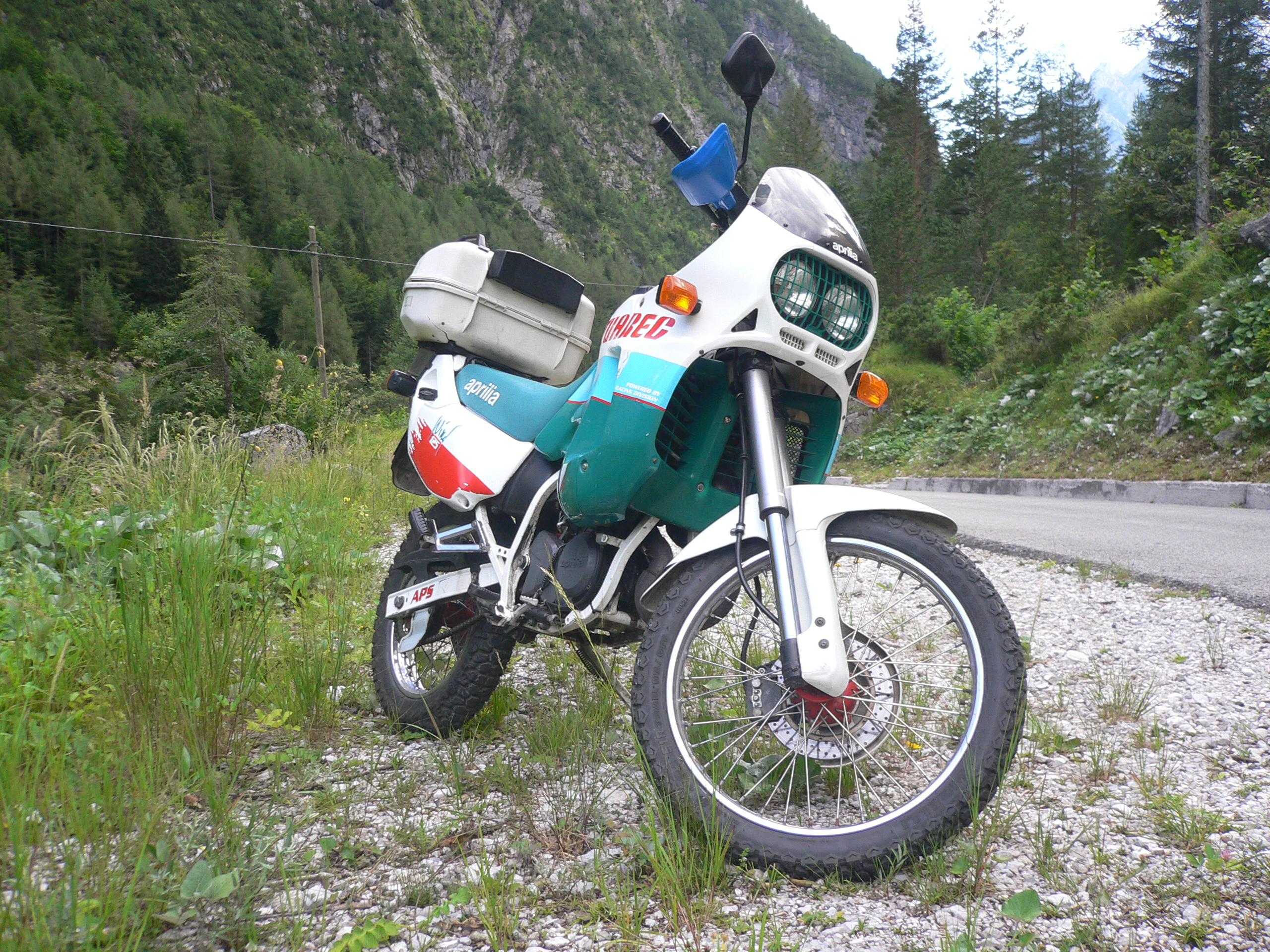
Tuareg Wind 125, una delle ultime versioni

La versione di minor cilindrata, la Tuareg 50 è dotata di un propulsore monocilindrico Minarelli, uno dei motori più utilizzati sul mercato italiano dei ciclomotori, mentre i modelli di cilindrata superiore erano dotati di propulsori Rotax.
Presentata nel 1985 riprendendo le linee tipiche delle moto utilizzate nelle competizioni motociclistiche africane come la Parigi-Dakar. La linea della prima versione era caratterizzata da forme molto snelle e parafango anteriore alto, ed era denominata Tuareg "ETX". Le versioni seguenti si avvicinarono sempre più alle moto usate nei grandi raid africani. Nel fine 1986 venne presentata la Tuareg 350 "Wind"; tale modello prevedeva parafango anteriore basso e serbatoio molto poderoso e capiente.
Nel 1988 con l’introduzione della sorella maggiore da  600 cc, la "Wind" 350 fu aggiornata, adeguandola al family look della prima, in linea colle tendenze stilistiche della fine del decennio: cambiarono le carene (che ora coprono quasi completamente il motore) e fu cambiata la forcella anteriore con una moderna steli rovesciati da 40mm prodotte in Spagna dalla Betor. Nacque anche un modello parallelo denominato "Rally", caratterizzato da una linea molto più snella, ottimizzata per cross/fuoristrada e da un motore molto più aggressivo.
Ne sono stati venduti, in Italia, come pure in alcuni paesi europei, numerosi esemplari, fino al 1994 quando venne sostituita nel catalogo della casa di Noale dalla Aprilia Pegaso.
Nel 2021 la casa di Noale annuncia una nuova generazione di Tuareg basata sulla piattaforma del bicilindrico da 660 cm³ montato nelle nuove RS e Tuono.